# Пальмер, Мигель
Мигель Палмер (исп. Miguel Palmer, 26 октября 1942, Вильяэрмоса, Табаско, Мексика — 18 октября 2021, Мехико, Мексика) — известный мексиканский актёр.

## Биография
Родился 26 октября 1942 года в Вильяэрмосе в семье Анхеля Палмера и Виолы Гонсали. Был третьим ребёнком в семье (есть также два старших брата). Сначала учился в начальной школе, затем в религиозной школе и средней школе. Затем переехал в Сьюдад-Хуарес и поступил в медицинский институт. В возрасте 17 лет дебютировал в качестве актёра-любителя в мексиканской радиопостановке, параллельно с этим работал диктором на радиостанции XEVT de Tabasco. В 1959 году стал работать в театре, параллельно с этим занимался медицинской деятельностью. После смерти отца оставил медицину и полностью посвятил себя актёрскому мастерству. В 1970 году дебютировал в кинематографе, затем перешёл на телесериалы. В 1979 году становится известным на весь мир — снимается в роли Диего Авила в культовой теленовелле «Богатые тоже плачут», параллельно с этим продолжал сниматься в радиофильмах. Позже он присоединился к плеяде бастующих актёров, и был впоследствии заменён на актёра Фернандо Лухана. Палмер всего снялся в 21 работах в кино, из которых 2 — полнометражные фильмы.
Скончался 18 октября 2021 года в Мехико от инфаркта миокарда, немного не дожив до своего 79-летия.

## Фильмография

### Телесериалы

#### Свыше 2-х сезонов
- 1985—2007 — Женщина, случаи из реальной жизни (18 сезонов).
- 2008-по с.д — Роза Гваделупе — Роман (6 сезонов).
- 2011-по с.д — Как говорится — Роке (6 сезонов).
- 2014-по с.д — Сеньора Асеро — Хосе Агилар (3 сезона; совм. с США).

#### Televisa
- 1974 — Мои игрушки — Ингасио.
- 1975 — Противоречивые миры — Марио де ла Мора.
- 1977-78 — Рина — Адвокат Каррильо.
- 1978 — Вивиана — Хайме Ордоньес.
- 1979 — Богатые тоже плачут — Диего Авила#1 (дубл. Алексей Борзунов).
- 1980 — Живу в красном свете — Альфредо Альварес.
- 1980 — Мать
- 1983 — Проклятие — Армандо Рамос.
- 1983 — Свадьбы ненависти — Алехандро Алмонте.
- 1987 — Путь к славе — Томас Гарридо Канибаль.
- 1994 — Маримар — Густаво Альдама.
- 2001 — Подруги и соперницы — Альберто.
- 2008-09 — Благородные мошенники — Доктор.
- 2009-12 — Мы все к чему-то привязаны
- 2011-12 — Два очага — Херман Колменарес.

#### Фильмы
- 1998 — Вне закона

## Награды и премии

### TVyNovelas
| Год  | Категория     | Теленовелла       | Результат |
| ---- | ------------- | ----------------- | --------- |
| 1983 | Лучший злодей | На конце радуги   | ПОБЕДИЛ   |
| 1984 | Лучший актёр  | Свадьбы ненависти | Проиграл  |